# 榆园军
榆园军，1644年至1655年山东榆园农民抗击清军的军队。
顺治元年（1644年），清军入关后，原活动在以曹州（今山东省菏泽市）为中心的山东曹州府濮州、范县一带的榆园地区的农民军，开始抗清斗争。农民军在任七、张七、李化鲸、马应试、范慎行等人的统率下，在山东西南转战，聚众号称百万，与南明弘光朝廷部将刘泽清联络。顺治二年（1645年），榆园军先后攻占曹州、濮州（今河南省范县西南）、定陶县、城武县（今山东省成武县）四城，于曹州拥立明朝忠义王朱鴻基称帝，改元天正。清廷调发河北、山东两省官兵围攻曹州，两月未下。顺治四年（1647年），榆园军攻破南乐、开州（今河南省濮阳市），分兵南进归德府（今河南省商丘市），北攻大名府（今河北省大名县），有进取北京之势。顺治五年（1648年）九月，清廷命和硕英亲王阿济格进剿。十月，清军攻克曹州。当时降清的刘泽清与榆园军联络，事发被顺治帝处死。顺治八年（1651年）闰二月，派固山额真阿喇善进击。顺治十年（1653年）九月，命固山额真济席哈率大军前往。榆园军筑营掘地道，继续战斗。顺治十二年（1655年）张存仁命徐州总兵张胆率部前往，焚榆林、决黄河，重兵围困。榆园军抗清失败。